# Diana Beck
Diana Jean Kinloch Beck, née le 29 juin 1902 dans le quartier de Hoole à l'est de la ville de Chester, et morte le 3 mars 1956, est une neurochirurgienne britannique, reconnue comme l'une des premières du monde dans cette spécialité. Elle crée le service de neurochirurgie du Middlesex Hospital de Londres, où elle acquiert une notoriété publique pour avoir opéré l'écrivain Alan Alexander Milne.

## Biographie

### Jeunesse et formation
Diana Beck, naît le 29 juin 1902 dans le quartier de Hoole à l'est de Chester. Elle est la seule fille de James Beck, un tailleur, et de Margaret Helena Kinloch, descendants d'une famille irlandaise. Diana Beck commence ses études à la Queen's School à Chester puis part étudier la médecine à la London School of Medicine for Women, où elle remporte deux prix et une bourse. Après avoir obtenu son diplôme en 1925, elle travaille au Royal Free Hospital en tant que chirurgienne interne, puis registraire en chirurgie tout au long des années 1930.

### Carrière médicale
Elle choisit de se spécialiser en neurochirurgie et est formée par le neurochirurgien Hugh Cairns à l'Hôpital Radcliffe d'Oxford, où elle exerce également en tant que chirurgienne généraliste et soignant les soldats blessés pendant la guerre. En 1939 elle reçoit, de la part de la Royal Society of Medicine, la bourse de recherche William Gibson pour les femmes médecinset utilise la subvention pour entreprendre des recherches à Oxford avec la médecin pathologiste Dorothy Stuart Russell. Grâce à l'expérimentation animale, elles étudient les causes de l'hypertension intracrânienne idiopathique et expérimentent différents matériaux de greffe pour la cranioplastie.
En 1943, Diana Beck est nommée neurochirurgienne consultante au Royal Free Hospital, mais l'année suivante, la guerre en cours la force à déménager à l'Hôpital Chase Farm et à Bristol pour fournir des conseils neurochirurgicaux au service médical d'urgence du sud-ouest de l'Angleterre. Elle devient neurochirurgienne consultante à l'hôpital Middlesex en 1947, faisant d'elle la première femme consultante dans un hôpital universitaire de Londres qui admet uniquement des étudiants masculins. Dans le Middlesex, elle est la première femme et la première neurochirurgienne du personnel, ainsi que la seule neurochirurgienne consultante en Europe occidentale et en Amérique du Nord à l'époque,. Diana Beck créé et dirige le service de neurochirurgie dans le Middlesex et publie d'importantes recherches sur la gestion de l'hémorragie intracérébrale. En 1952, elle attire l'attention de la presse pour avoir opéré Alan Alexander Milne, l'auteur de Winnie l'Ourson, deux mois après qu'il eut été victime d'un accident vasculaire cérébral. Le Times fait l'éloge de son « opération chirurgicale remarquable », mais la biographe de Alan Alexander Milne, Ann Thwaite, affirme que l'opération l'a laissé «partiellement paralysé» avec un « net changement de caractère »; il meurt trois ans plus tard. La même année Diana Beck opère six patients qui se sont très bien rétablis.
Diana Beck souffre de myasthénie grave et en 1956, subit une thymectomie pour traiter une crise myasthénique. Le 3 mars 1956, peu après l'intervention, elle décède à l'hôpital Middlesex d'une embolie pulmonaire. Une plaque commémorative est disposée au sein de la chapelle Fitzrovia qui est située dans la cour centrale de l'hôpital Middlesex.

### Première femme neurochirurgienne
En 2008, un portrait publié dans la revue médicale Neurosurgery présente Diana Beck comme la première femme neurochirurgienne au monde dans un hôpital universitaire . Cette désignation est également faite pour la Roumaine Sofia Ionescu, bien que l'auteur note que Sofia Ionescu n'a terminé ses études de médecine qu'en 1945, alors que Diana Beck travaillait déjà comme consultant en neurochirurgie.

## Reconnaissance et hommage
- 1930-1931 elle devient membre à la fois du Royal College of Surgeons d'Edinburgh et du Royal College of Surgeons d'Angleterre[3]
- 1939 : elle reçoit la bourse de recherche William Gibson pour les femmes médecins de la Royal Society of Medicine[7]
- 2024 : elle est l'une des récipiendaires d'une plaque bleue du patrimoine anglais, aux côtés de Christina Broom, Irene Barclay et Adelaide Hall[8]